# Малянка
Малянка (словац. Malianka) — річка в Словаччині; права притока Лужянки довжиною 16.4 км. Протікає в окрузі Левіце.
Витікає в масиві Подунайські пагорби на висоті 158 метрів. Протікає територією сіл Плаве Возокани і Гроновце.
Впадає в Лужянку на висоті 128 метрів.